# Popis epizoda serije Vampirski dnevnici
Vampirski dnevnici je američka dramska horor TV serija autora Kevina Williamsona i Julie Plec. Snimana je prema seriji romana istoimenog naziva autorice L.J. Smith na lokacijama u Atlanti. Serija je premijerno prikazana 10. rujna 2009. godine.
Serija prati život mlade Elene Gilbert (Nina Dobrev) koja se zaljubljuje u vampira Stefana Salvatorea (Paul Wesley). Njihovi životi zakompliciraju se kada u grad dođe Stefanov brat Damon Salvatore (Ian Somerhalder) s namjerom da se osveti bratu. Serija se fokusira i na živote Eleninih prijatelja i ostalih stanovnika fikcijskog gradića Mystic Falls u Virginiji.
S danom 16. svibnja 2013., 89 epizoda Vampirskih dnevnika je prikazano.
Nikolina (Nina) Dobrev je sada vec jedna od popularnijih glumica u Americo.

## Pregled serije
| Sezona | Sezona | Epizoda | Originalno emitiranje | Originalno emitiranje |
| Sezona | Sezona | Epizoda | Premijera sezone      | Kraj sezone           |
| ------ | ------ | ------- | --------------------- | --------------------- |
|        | 1      | 22      | 10. rujna 2009.       | 13. svibnja 2010.     |
|        | 2      | 22      | 9. rujna 2010.        | 12. svibnja, 2011.    |
|        | 3      | 22      | 15. rujna 2011.       | 10. svibnja, 2012.    |
|        | 4      | 23      | 11. listopada 2012.   | 16. svibnja, 2013.    |
|        | 5      |         | listopad 2013.        |                       |

## Sezone serije

### Sezona 1 (2009. – 2010.)
| Br. | #  | Naslov                      | Režija           | Napisao/la                                      | Originalno emitiranje |
| --- | -- | --------------------------- | ---------------- | ----------------------------------------------- | --------------------- |
| 1   | 1  | Pilot                       | Marcos Siega     | Kevin Williamson & Julie Plec                   | 10. rujna 2009.       |
| 2   | 2  | The Night of the Comet      | Marcos Siega     | Kevin Williamson & Julie Plec                   | 17. rujna 2009.       |
| 3   | 3  | Friday Night Bites          | John Dahl        | Barbie Kligman & Bryan M. Holdman               | 24. rujna 2009.       |
| 4   | 4  | Family Ties                 | Guy Ferland      | Andrew Kreisberg & Brian Young                  | 1. listopada 2009.    |
| 5   | 5  | You're Undead To Me         | Kevin Bray       | Sean Reycraft & Gabrielle Stanton               | 8. listopada 2010.    |
| 6   | 6  | Lost Girls                  | Marcos Siega     | Kevin Williamson & Julie Plec                   | 15. listopada 2009.   |
| 7   | 7  | Haunted                     | Ernest Dickerson | Andrew Kreisberg, Kevin Williamson & Julie Plec | 29. listopada 2009.   |
| 8   | 8  | 162 Candles                 | Rick Bota        | Barbie Kligman & Gabrielle Stanton              | 5. studenog 2009.     |
| 9   | 9  | History Repeating           | Marcos Siega     | Bryan M. Holdman & Brian Young                  | 12. studenog 2009.    |
| 10  | 10 | The Turning Point           | J. Miller Tobin  | Kevin Williamson & Julie Plec & Barbie Kligman  | 19. studenog 2009.    |
| 11  | 11 | Bloodlines                  | David Barrett    | Sean Reycraft, Kevin Williamson & Julie Plec    | 21. siječnja 2010.    |
| 12  | 12 | Unpleasantville             | Liz Friedlander  | Barbie Kligman & Brian Young                    | 28. siječnja 2010.    |
| 13  | 13 | Children of the Damned      | Marcos Siega     | Kevin Williamson & Julie Plec                   | 4. veljače 2010.      |
| 14  | 14 | Fool Me Once                | Marcos Siega     | Brett Conrad                                    | 11. veljače 2010.     |
| 15  | 15 | A Few Good Men              | Joshua Butler    | Brian Young                                     | 25. ožujka 2010.      |
| 16  | 16 | There Goes the Neighborhood | Kevin Bray       | Bryan Oh & Andrew Chambliss                     | 1. travnja 2010.      |
| 17  | 17 | Let the Right One In        | Dennis Smith     | Brian Young, Julie Plec                         | 8. travnja 2010.      |
| 18  | 18 | Under Control               | David Von Ancken | Barbie Kligman & Andrew Chambliss               | 15. travnja 2010.     |
| 19  | 19 | Miss Mystic Falls           | Marcos Siega     | Bryan Oh & Caroline Dries                       | 22. travnja 2010.     |
| 20  | 20 | Blood Brothers              | Liz Friedlander  | Kevin Williamson & Julie Plec                   | 29. travnja 2010.     |
| 21  | 21 | Isobel                      | J. Miller Tobin  | Caroline Dries & Brian Young                    | 6. svibnja 2010.      |
| 22  | 22 | Founder's Day               | Marcos Siega     | Bryan Oh & Andrew Chambliss                     | 13. svibnja 2010.     |

### Sezona 2 (2010. – 2011.)
| Br. | #  | Naslov                   | Režija           | Napisao/la                                 | Originalno emitiranje |
| --- | -- | ------------------------ | ---------------- | ------------------------------------------ | --------------------- |
| 23  | 1  | The Return               | J. Miller Tobin  | Kevin Williamson & Julie Plec              | 9. rujna 2010.        |
| 24  | 2  | Brave New World          | John Dahl        | Brian Young                                | 16. rujna 2010.       |
| 25  | 3  | Bad Moon Rising          | Patrick Norris   | Andrew Chambliss                           | 23. rujna 2010.       |
| 26  | 4  | Memory Lane              | Rob Hardy        | Caroline Dries                             | 30. rujna 2010.       |
| 27  | 5  | Kill or Be Killed        | Jeff Woolnough   | Mike Daniels                               | 7. listopada 2010.    |
| 28  | 6  | Plan B                   | John Behring     | Elizabeth Craft & Sarah Fain               | 21. listopada 2010.   |
| 29  | 7  | Masquerade               | Charles Beeson   | Kevin Williamson & Julie Plec              | 28. listopada 2010.   |
| 30  | 8  | Rose                     | Liz Friedlander  | Brian Young                                | 4. studenog 2010.     |
| 31  | 9  | Katerina                 | J. Miller Tobin  | Andrew Chambliss                           | 11. studenog 2010.    |
| 32  | 10 | The Sacrifice            | Ralph Hemecker   | Caroline Dries                             | 2. prosinca 2010.     |
| 33  | 11 | By the Light of the Moon | Elizabeth Allen  | Mike Daniels                               | 9. prosinca 2010.     |
| 34  | 12 | The Descent              | Marcos Siega     | Elizabeth Craft & Sarah Fain               | 27. siječnja 2011.    |
| 35  | 13 | Daddy Issues             | Joshua Butler    | Kevin Williamson & Julie Plec              | 3. veljače 2011.      |
| 36  | 14 | Crying Wolf              | David Von Ancken | Brian Young                                | 10. veljače 2011.     |
| 37  | 15 | The Dinner Party         | Marcos Siega     | Andrew Chambliss                           | 17. veljače 2011.     |
| 38  | 16 | The House Guest          | Michael Katleman | Caroline Dries                             | 24. veljače 2011.     |
| 39  | 17 | Know Thy Enemy           | Wendey Stanzler  | Mike Daniels                               | 7. travnja 2011.      |
| 40  | 18 | The Last Dance           | John Behring     | Michael Narducci                           | 14. travnja 2011.     |
| 41  | 19 | Klaus                    | Joshua Butler    | Kevin Williamson & Julie Plec              | 21. travnja 2011.     |
| 42  | 20 | The Last Day             | J. Miller Tobin  | Andrew Chambliss & Brian Young             | 28. travnja 2011.     |
| 43  | 21 | The Sun Also Rises       | Paul M. Sommers  | Caroline Dries & Mike Daniels              | 5. svibnja 2011.      |
| 44  | 22 | As I Lay Dying           | John Behring     | Turi Meyer & Al Septien & Michael Narducci | 12. svibnja 2011.     |

### Sezona 3 (2011. – 2012.)
| Br. | #  | Naslov                  | Režija             | Napisao/la                                         | Originalno emitiranje |
| --- | -- | ----------------------- | ------------------ | -------------------------------------------------- | --------------------- |
| 45  | 1  | The Birthday            | John Behring       | Kevin Williamson & Julie Plec                      | 15. rujna 2011.       |
| 46  | 2  | The Hybrid              | Joshua Butler      | Al Septien & Turi Meyer                            | 22. rujna 2011.       |
| 47  | 3  | The End of the Affair   | Chris Grismer      | Caroline Dries                                     | 29. rujna 2011.       |
| 48  | 4  | Disturbing Behavior     | Wendey Stanzler    | Brian Young                                        | 6. listopada 2011.    |
| 49  | 5  | The Reckoning           | John Behring       | Michael Narducci                                   | 13. listopada 2011.   |
| 50  | 6  | Smells Like Teen Spirit | Rob Hardy          | Julie Plec & Caroline Dries                        | 20. listopada 2011.   |
| 51  | 7  | Ghost World             | David Jackson      | Rebecca Sonnenshine                                | 27. listopada 2011.   |
| 52  | 8  | Ordinary People         | J. Miller Tobin    | Nick Wauters, Julie Plec & Caroline Dries          | 3. studenog 2011.     |
| 53  | 9  | Homecoming              | Joshua Butler      | Evan Bleiweiss                                     | 10. studenog 2011.    |
| 54  | 10 | The New Deal            | John Behring       | Michael Narducci                                   | 5. siječnja 2012.     |
| 55  | 11 | Our Town                | Wendey Stanzler    | Rebecca Sonnenshine                                | 12. siječnja 2012.    |
| 56  | 12 | The Ties That Bind      | John Dahl          | Brian Young                                        | 19. siječnja 2012.    |
| 57  | 13 | Bringing Out the Dead   | Jeffrey Hunt       | Turi Meyer & Al Septien                            | 2. veljače 2012.      |
| 58  | 14 | Dangerous Liaisons      | Chris Grismer      | Caroline Dries                                     | 9. veljače 2012.      |
| 59  | 15 | All My Children         | Pascal Verschooris | Evan Bleiweiss & Michael Narducci                  | 16. veljače 2012.     |
| 60  | 16 | 1912                    | John Behring       | Julie Plec & Elisabeth R. Finch                    | 15. ožujka 2012.      |
| 61  | 17 | Break On Through        | Lance Anderson     | Rebecca Sonnenshine                                | 22. ožujka 2012.      |
| 62  | 18 | The Murder of One       | J. Miller Tobin    | Caroline Dries                                     | 29. ožujka 2012.      |
| 63  | 19 | Heart of Darkness       | Chris Grismer      | Brian Young & Evan Bleiweiss                       | 19. travnja 2012.     |
| 64  | 20 | Do Not Go Gentle        | Joshua Butler      | Michael Narducci                                   | 26. travnja 2012.     |
| 65  | 21 | Before Sunset           | Chris Grismer      | Charlie Charbonneau & Daphne Miles, Caroline Dries | 3. svibnja 2012.      |
| 66  | 22 | The Departed            | John Behring       | Brett Matthews & Elisabeth R. Finch, Julie Plec    | 10. svibnja 2012.     |

### Sezona 4 (2012. – 2013.)
| Br. | #  | Naslov                           | Režija             | Napisao/la                             | Originalno emitiranje |
| --- | -- | -------------------------------- | ------------------ | -------------------------------------- | --------------------- |
| 67  | 1  | Growing Pains                    | Chris Grismer      | Caroline Dries                         | 11. listopada 2012.   |
| 68  | 2  | Memorial                         | Rob Hardy          | Jose Molina & Julie Plec               | 18. listopada 2012.   |
| 69  | 3  | The Rager                        | Lance Anderson     | Brian Young                            | 25. listopada 2012.   |
| 70  | 4  | The Five                         | Joshua Butler      | Brett Matthews & Rebecca Sonnenshine   | 1. studenog 2012.     |
| 71  | 5  | The Killer                       | Chris Grismer      | Michael Narducci                       | 8. listopada 2012.    |
| 72  | 6  | We All Go a Little Mad Sometimes | Wendey Stanzler    | Evan Bleiweiss & Julie Plec            | 15. studenog 2012.    |
| 73  | 7  | My Brother's Keeper              | Jeffrey Hunt       | Caroline Dries & Elisabeth R. Finch    | 29. studenog 2012.    |
| 74  | 8  | We'll Always Have Bourbon Street | Jesse Warn         | Charlie Charbonneau & Jose Molina      | 6. prosinca 2012.     |
| 75  | 9  | O Come, All Ye Faithful          | Pascal Verschooris | Michael J. Cinquemani & Julie Plec     | 13. prosinca 2012.    |
| 76  | 10 | After School Special             | David Von Ancken   | Brett Matthews                         | 17. siječnja 2013.    |
| 77  | 11 | Catch Me If You Can              | John Dahl          | Brian Young & Michael Narducci         | 24. siječnja 2013.    |
| 78  | 12 | A View to a Kill                 | Brad Turner        | Rebecca Sonnenshine                    | 31. siječnja 2013.    |
| 79  | 13 | Into the Wild                    | Michael Allowitz   | Caroline Dries                         | 7. veljače 2013.      |
| 80  | 14 | Down the Rabbit Hole             | Chris Grismer      | Jose Molina                            | 14. veljače 2013.     |
| 81  | 15 | Stand by Me                      | Lance Anderson     | Julie Plec                             | 21. veljače 2013.     |
| 82  | 16 | Bring It On                      | Jesse Warn         | Elisabeth R. Finch & Michael Narducci  | 14. ožujka 2013.      |
| 83  | 17 | Because the Night                | Gareth Stover      | Brian Young & Charlie Charbonneau      | 21. ožujka 2013.      |
| 84  | 18 | American Gothic                  | Kellie Cyrus       | Evan Bleiweiss & Jose Molina           | 28. ožujka 2013.      |
| 85  | 19 | Pictures of You                  | J. Miller Tobin    | Neil Reynolds & Caroline Dries         | 18. travnja 2013.     |
| 86  | 20 | The Originals                    | Chris Grismer      | Julie Plec                             | 25. travnja 2013.     |
| 87  | 21 | She's Come Undone                | Darnell Martin     | Michael Narducci & Rebecca Sonnenshine | 2. svibnja 2013.      |
| 88  | 22 | The Walking Dead                 | Rob Hardy          | Brian Young & Caroline Dries           | 9. svibnja 2013.      |
| 89  | 23 | Graduation                       | Chris Grismer      | Caroline Dries & Julie Plec            | 16. svibnja 2013.     |

### Sezona 5 (2013. – 2014.)
11 112.095 